# بلاينش زبدية
بلاينش زبدية (بالعبرية: בליינש זבדיה‏) (الميلاد: 1967)، هي دبلوماسية إسرائيلية كانت قد عينت كسفيرة لإسرائيل في إثيوپيا عام 2012. وهي أول دبلوماسية إسرائيلية من أصل إثيوبي.

## حياتها وعملها
وُلدت زبدية لعائلة يهودية في عام 1967، في إحدى قرى مقاطعة قوندر الإثيوبية، وكان والدها قيادي ديني في القرية. سافرت إلى إسرائيل عام 1984 بعد حصولها على منحة من الوكالة اليهودية للدراسة في الجامعة العبرية في القدس، ونالت درجة البكالوريوس في العلاقات الدولية والماجستير في الأنثروپولجيا. عملت زبدية على تقديم المساعدات النفسية لليهود الجدد القادمين من إثيوپيا.
عام 1993 التحقت للعمل بوزارة الخارجية لتصبح أول دبلوماسية من أصل إثيوبي. شغلت منصب القنصل في القنصلية الإسرائيلية في شيكاغو من عام 1996 حتى عام 2002 . وفي عام 2012 عُينت سفيرة لإسرائيل في إثيوپيا.